# إبادة ثقافية
الإبادة الثقافية أو التطهير الثقافي هو مفهوم ميزه المحامي رافائيل ليمكين، عام 1944، على أنه مكون من مكونات الإبادة الجماعية. أُخذ المصطلح بعين الاعتبار في عام 2007 في إعلان الأمم المتحدة لحقوق الشعوب الأصلية وتم وضعه جنبا إلى جنب مع مصطلح «الإبادة الإثنية»، لكنه حُذف من الوثيقة النهائية، وتم استبداله بمصطلح «الإبادة الجماعية» فحسب. لا يزال التعريف المحدد للإبادة الثقافية غير واضح. يستخدم الإثنولوجيين من أمثال روبرت جولن مصطلح «الإبادة الإثنية» كبديل عن «الإبادة الثقافية»، إلا أن هذا الاستخدام تعرض للنقد لأنه يتسبب في المخاطرة بالخلط بين الإثنية والثقافة.

## الاستخدام
يؤكد مفهوم الإبادة الثقافية على الروابط بين العنفين الثقافي والجسدي، إذ اشتُهرت إشارة الشاعر الألماني اليهودي هاينرش هاينه عام 1821 للعلاقة بين القتل الجماعي للبشر والاعتداءات على إرثهم الثقافي عندما كتب: «عندما يحرقون الكتب، سينتهي بهم المطاف بحرق البشر»، وبعد ما يناهز القرن، في عام 1933، كانت كتب هاينه من بين المحروقات في ساحة أوبيرنبلاتز في برلين، ما أنذر بمقتل ما يزيد عن 6 ملايين يهودياً بحملة إبادة مدروسة ووحشية.
```
في بداية عام 1944، ميز المحامي رافائيل ليمكين مكونا ثقافيا من مكونات الإبادة الجماعية، وأطلق عليه منذ ذلك الوقت «الإبادة الثقافية» ومنذ ذلك الحين، اكتسب هذا المصطلح قيمة خطابية كعبارة تستخدم للاحتجاج على تدمير الإرث الثقافي. وكثيرا ما يُساء استعماله أيضا كشعار لإدانة أي نوع من أنواع التدمير الذي يعترض عليه المتحدث، دون اعتبار لمعيار نية تدمير جماعة متضررة من هذا القبيل.
```

إذ بدأ هذا المحامي البولندي اليهودي بإدراك الحاجة لنظام قانوني عالمي لتحميل أفراد وحكومات مسؤولية الجرائم المُرتكبة بحق جماعات مضطهدة في أواخر عشرينيات القرن العشرين وبدايات ثلاثينيناته، وقد أشار إلى أن ظهور هتلر دفعه في عام 1933 لإرسال مجموعة من الاقتراحات للمؤتمر الدولي الخامس لتوحيد القانون الجنائي، والذي عُقد في مدريد برعاية من عصبة الأمم.
وتضمن ما أرسله تقريراً ومسودّات مقالات عن البربرية، باعتبارها فعلاً قمعياً ومدمراً يُوجّه ضد أفراد معينين، كأعضاء جماعات وطنية، أو دينية أو عرقية ما، وجريمة تخريب الممتلكات، باعتبارها تدميراً كيدياً للأعمال الفنية والثقافية لكونها تمثّل إبداعات لجماعات كتلك، ونظراً لكون اقتراحات ليمكين عن البربرية وأعمال التخريب تلك مثيرة للجدل بقدر تبصّرها، لم تقبل بها الدول المشاركة عام 1933 في مدريد.
ومع الاحتلال الألماني اللاحق لموطنه بولندا، راقب ليمكين نظرياته وهي تُطبّق كممارسات وحشية، وشهد بشكل خاص ما قد تؤول إليه العلاقة التكافلية بين البربرية وأعمال التخريب من سوء، سواءً أكانت تدميراً مادياً أم ثقافياً، وخصوصاً تحت يدي قوة محتلة لا ترحم.
لم تتميز الإبادة الجماعية بسبب مستهدفاتها التجمعية وحسب، بل لخواصها متعددة الوجوه أيضاً، فكما يصيغ ليمكين هذه الفكرة: «تُنفّذ الإبادة الجماعية من خلال اعتداء متزامن على جوانب مختلفة من حياة المستهدفين،» وقد أحصى تقنيات الإبادة الجماعية لثمانية مجالات: سياسية، واجتماعية، وثقافية، واقتصادية، وحيوية، وجسدية، ودينية وأخلاقية.
ومن بين الممارسات المتعددة في المجال الثقافي ذكر: «حظر المؤسسات والنشاطات الثقافية أو تدميرها، من خلال استبدال التعليم المهني بتعليم الفنون الحرة، بهدف منع التفكير الإنساني الذي يعتبره المحتل خطيراً لما يعززه من تفكير وطني،» كما ذكر تحريم تداول لغة الجماعة المستهدفة، واستبدال تعليم اللغة الألمانية بها، وإحكام القبضة على النشاطات الثقافية، بما يتضمن الفنون بجميع أنواعها، وتدمير الآثار، والمكتبات، والسجلات، والمتاحف والمعارض الوطنية.
ورغم جهود ليمكين وخطاباته المُقنعة والحماسية، بالإضافة لكونه مناصراً حازماً لهذه القضية، فشل في نيل مصادقة صريحة لمفهومه عن الإبادة الثقافية من أي هيئة حكومية دولية.
بعد ذلك بدأ الكفاح لإدراج المجالات الثقافية للإبادة الجماعية في اتفاقية منع ومعاقبة جريمة الإبادة الجماعية التي اعتمدتها الجمعية العامة للأمم المتحدة في التاسع من ديسمبر/كانون الأول عام 1948، وتبقى الدروس السياسية لذاك الزمن متعلقة بالجهود الحالية لتقوية السلطة الدولية القانونية، والسياسية والمؤسساتية لحماية الإرث الثقافي حول العالم.
وقد تزايدت المخاطر المهددة للإرث الثقافي العالمي في السنوات الأخيرة بشكل وقح، إذ سعت مجموعات مسلّحة غير حكومية، تناصر نمطاً ما من التطرّف العنيف غالباً، لتدمير بعض أثمن الآثار العتيقة حول العالم، سواءً في سوريا، أو مالي، أو العراق أو أفغانستان، وقد كان رد الفعل الدولي حماسياً لكن بشكل متفرق.
لكن لم يُبذل إلا القليل من الدعم أو التعاطف الدوليين فيما يخص اعتداءات كهذه، رغم استيعابها بشكل صحيح على أنها تعتدي على قيم مشتركة دولياً، وتقوم بها مجموعات تسعى للاستخفاف بالحكومات، والنظام الدولي، والمعايير والمؤسسات المُنشأة التي يعتمدان عليها، علاوة على أن البحث عن استجابة متماسكة كان صعب المنال كثيراً، إذ واجهت الدول صعوبة في الاتفاق على حملة حماية فعّالة، ومتماسكة ومستدامة.
وييتجلّى الخطر المحدق بالإرث الثقافي كتحدٍّ من الدرجة الأولى لتوطيد نظام دولي، لكنّه ما يزال يُعامل حتى الآن كأفضلية ثانوية أو حتى ثالثية في السياسة الدولية، وبالتالي ستبقى الجهود المبذولة لحماية الإرث الثقافي من الأخطار المتزايدة قاصرةً ما لم تُضّيق هذه الفجوة قدر الإمكان.

### الاستخدام المقترح
أخذ كتاب اتفاقية الإبادة الجماعية لعام 1948 استخدام هذا المصطلح بعين الاعتبار، لكنهم أسقطوه لاحقا من اعتبارهم. يفتقر التعريف القانوني للإبادة الجماعية إلى توضيح محدد حول الطريقة التي ترتكب بها الإبادة الجماعية بالضبط، فهو لا يذكر إلا أن نية الإبادة تكون تدمير جماعة عرقية، دينية، إثنية، أو قومية من هذا القبيل.
استخدمت المادة السابعة من مسودة عام 1994 لإعلان الأمم المتحدة لحقوق الشعوب الأصلية العبارة «إبادة ثقافية»، لكنها لم تُعرِّف ما يعنيه المصطلح. وتنص المادة بأكملها في المسودة على ما يلي:
تملك الشعوب الأصلية الحق الجماعي والفردي في ألا يخضعوا إلى إبادة إثنية أو إبادة ثقافية، بما في ذلك منع وإصلاح الآتي:
(أ) أي إجراء يكون هدفه أو يترتب عليه حرمانهم من سلامتهم كشعوب مميزة، أو من قيمهم الثقافية، أو هويتهم الإثنية.
(ب) أي إجراء يكون هدفه أو يترتب عليه حرمانهم من أراضيهم أو أقاليمهم أو مواردهم.
(ج) أي شكل من أشكال نقل السكان الذي يهدف أو يترتب عليه انتهاك أو تقويض أي حق من حقوقهم.
(د) أي شكل من أشكال الاستيعاب أو الدمج من قبل ثقافات أخرى أو أن يُفرض عليهم أساليب حياة بموجب تدابير قانونية أو إدارية أو غيرها.
(هـ) أي شكل من أشكال الدعاية الموجهة ضدهم.
وقد ظهرت هذه الصياغة في المسودة فحسب. اعتمدت الجمعية العامة للأمم المتحدة إعلان الأمم المتحدة لحقوق الشعوب الأصلية خلال دورتها الثانية والستين في مقر الأمم المتحدة بنيويورك يوم 13 من سبتمبر 2007، لكنها لم تذكر سوى «الإبادة الجماعية، أو أي شكل من أشكال العنف» في المادة السابعة (المرجع الوحيد للإبادة الجماعية في الوثيقة). تمت إزالة مفهومي «الإبادة الإثنية» و«الإبادة الثقافية» من الإصدار الذي اعتمدته الجمعية العامة، لكنها ذكرت النقاط الفرعية المذكورة أعلاه من المسودة (بصيغة موسعة قليلا) في المادة الثامنة التي تتحدث عن «الحق في ألا يكونوا عرضة للاستيعاب الجبري».

## التطبيق العملي
تشمل الإبادة الثقافية تدمير والقضاء على المعالم الثقافية، مثل الكتب، الأعمال الفنية، والمباني، وقمع الأنشطة الثقافية التي لا تتوافق مع مفهوم المدمر عن ما هو مناسب. وقد تشمل دوافعها دوافعا دينية (مثل تحطيم الأيقونات) كجزء من حملة للتطهير الإثني يكون هدفها محو أثر قوم ما من مكان محدد أو من التاريخ، وذلك كجزء من محاولة لفرض «العام صفر»، والذي يتضمن محوا لماضي الثقافة المعنية و«إعادة ضبط» للتاريخ، وقمع الثقافة الأصلية من قبل الغزاة والمستعمرين، هذا إلى جانب العديد من الأسباب المحتملة الأخرى.

## أمثلة على استخدام المصطلح
فيما يلي نورد لكم أمثلة استخدم المصطلح فيها لوصف تدمير الإرث الثقافي المرتبط بعدة أحداث أخرى:
- سمي اضطهاد البهائيين في إيران، الذي كان شكلا من أشكال الاضطهاد الديني، بالإبادة الثقافية.
- أشير إلى سياسات دول المحور (وبخاصة ألمانيا النازية) تجاه بعض الدول في الحرب العالمية الثانية بالإبادة الثقافية (على سبيل المثال، تدمير الثقافة البولندية).[8][9][10][11]
- أشير إلى إسبانيا الفرانكوية (فترة حكم فرانسيسكو فرانكو لإسبانيا) التي منع فيها استخدام لغات الأقليات، مثل اللغة الكاتالونية، في الأماكن العامة، المدارس، المتاجر، وسائل النقل العامة، أو حتى في الشوارع، وكذلك منع تسمية الأطفال بأسماء كاتالونية، وتدمير الكتب المكتوبة بالكاتالونية، وإعادة تسمية المدن والشوارع وجميع الأسماء الجغرافية من الكاتالونية إلى الإسبانية، وإلغاء الحكومة وجميع المؤسسات الثقافية في كاتالونيا، وذلك بهدف القمع الثقافي الشامل ودمج المضطهدين[14]: «فرضت سياسة إبادة ثقافية: فقد تم حظر اللغة الكاتلونية والمعالم الرئيسية للهوية والقومية الكاتالونية، منها العَلَم (The Senyara)، النشيد الوطني (Els Segadors) والرقصة الوطنية (The Saradana). وقد تم قمع أي علامة على الاستقلال أو المعارضة بشكل وحشي. ونتيجة لذلك، هددت الهوية الكاتالونية والأمة الكاتالونية بالانقراض».[12]
- في عام 2007، انتقد عضو برلماني كندي وزارة الشؤون الهندية لتدميرها وثائق تتعلق بمعاملة أفراد الأمم الأولى ووصفها بالإبادة الثقافية.
- أشير إلى تدمير أذربيجان لعشرات من شواهد قبور العصور الوسطى الأرمنية في مقبرة بجولفا، وادعاء أذربيجان لاحقا بأن الموقع لم يتواجد أبدا، بأنها حالات إبادة ثقافية.
- كما أشير إلى فرع من الجمعية اليابانية للنهوض بالعلوم، والاحتلال الألماني لبولندا، والاحتلال الياباني لكوريا بأنها حالات إبادة ثقافية.[13]
- في عام 1989، استخدم روبرت بادينتر، وهو محامي ألماني معروف بموقفه ضد عقوبة الإعدام، مصطلح «الإبادة الثقافية» على التلفاز ليصف ما قال أنه اضمحلال للثقافة التبتية في عهد الدالي لاما الرابع عشر.[14] وقد استخدم الدالي لاما بنفسه المصطلح ذاته لاحقا في عام 1993[15][16] ومرة أخرى في عام 2008.[17]
- أشار المؤرخ جان براونفيلد إلى اتفاقية هارتفورد لعام 1638 بأنها مثال تاريخي واضح وجلي على الإبادة الثقافية، حيث تم تجريم لغة البيكوت وكانت هناك نية مذكورة واضحة بان هذا الكيان الثقافي يجب أن يندثر.[18]
- صنفت محاولات الحزب الشيوعي الصيني لقمع استخدام اللغة الكانتونية، وكذلك اللغة الأويغورية في شينغيانغ على أنها حالات إبادة ثقافية.[19]
- وجد تقرير لجنة الحقيقة والمصالحة لنظام المدارس السكنية الهندية الكندية بكندا أن النظام المدرسي يصل إلى حد الإبادة الثقافية.
- صنف التدمير الثقافي للتراث الأرمني في تركيا على أنه إبادة ثقافية.